# Posadowice
Posadowice (deutsch Postelwitz) ist ein Dorf in Niederschlesien. Der Ort liegt in der Gmina Bierutów im Powiat Oleśnicki in der polnischen Woiwodschaft Niederschlesien.

## Geographie

### Geographische Lage
Das Angerdorf Posadowice liegt acht Kilometer südwestlich des Gemeindesitzes Bierutów (Bernstadt an der Weide), 24 Kilometer südöstlich der Kreisstadt Oleśnica (Oels) und 50 Kilometer östlich der Woiwodschaftshauptstadt Breslau. Der Ort liegt in der Nizina Śląska (Schlesische Tiefebene) innerhalb der Równina Oleśnicka (Oelser Ebene). Nördlich und östlich von Posadowice befinden sich weitläufige Waldgebiete.

### Nachbarorte
Nachbarorte von Posadowice sind im Westen Sątok (Zantoch) und im Südosten Radzieszyn (Ziegelhof).

## Geschichte

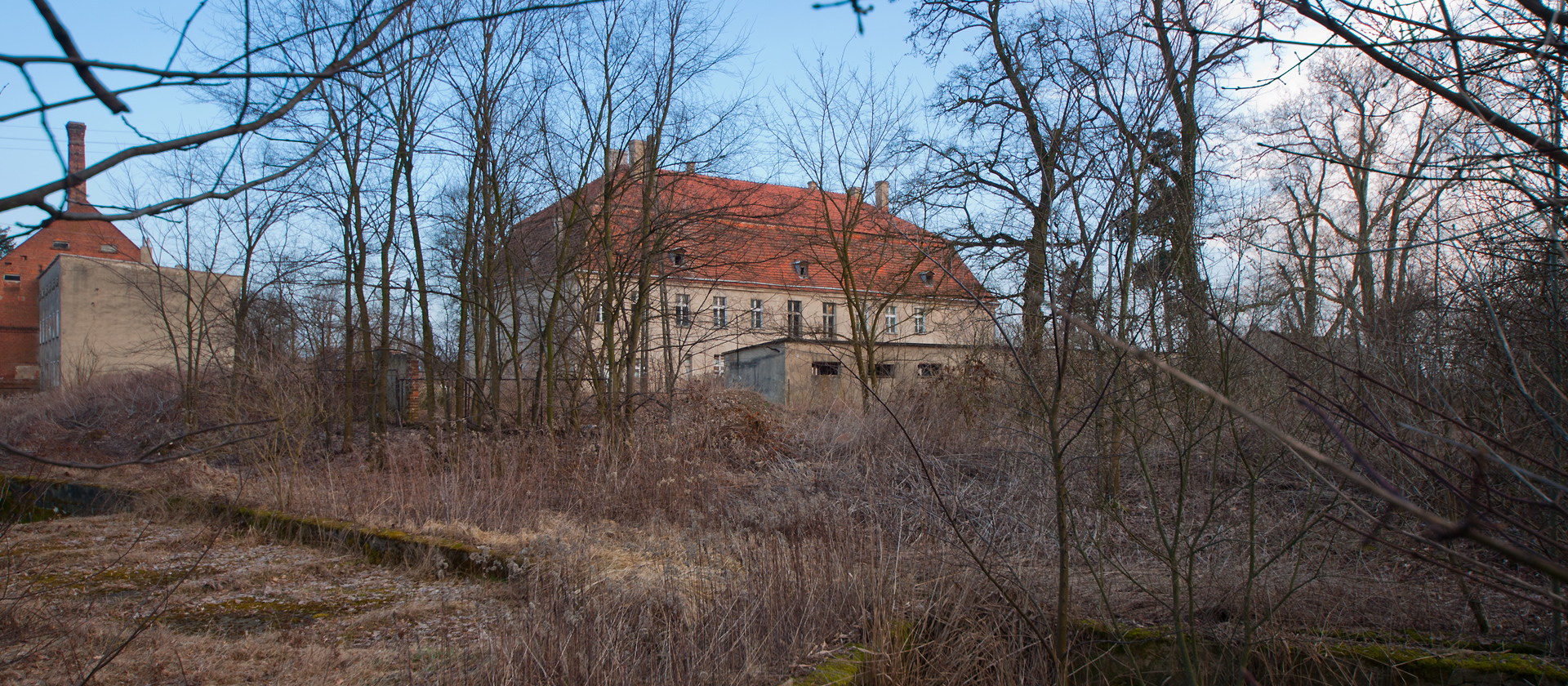
Schloss Postelwitz

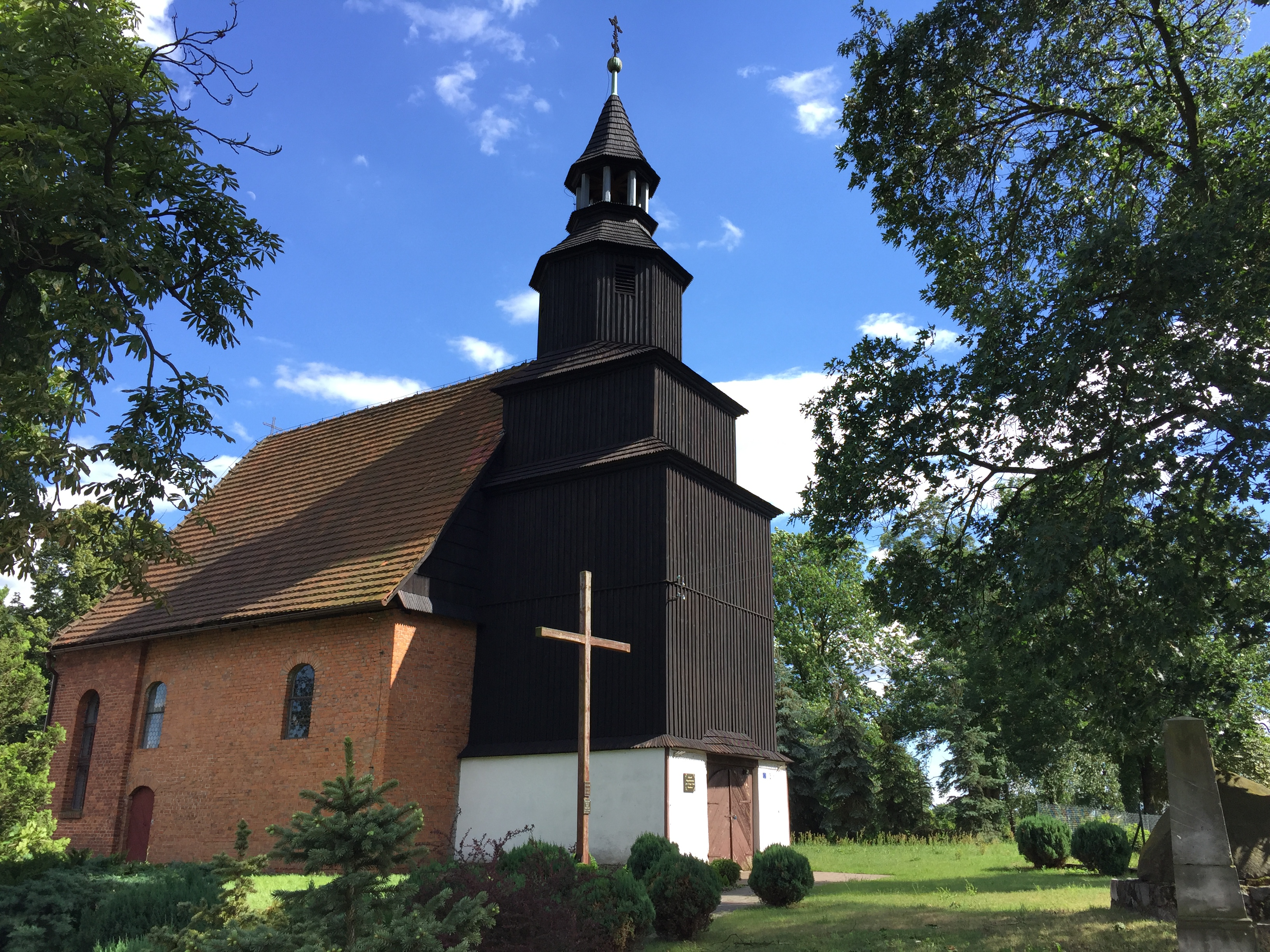
Fronleichnamskirche

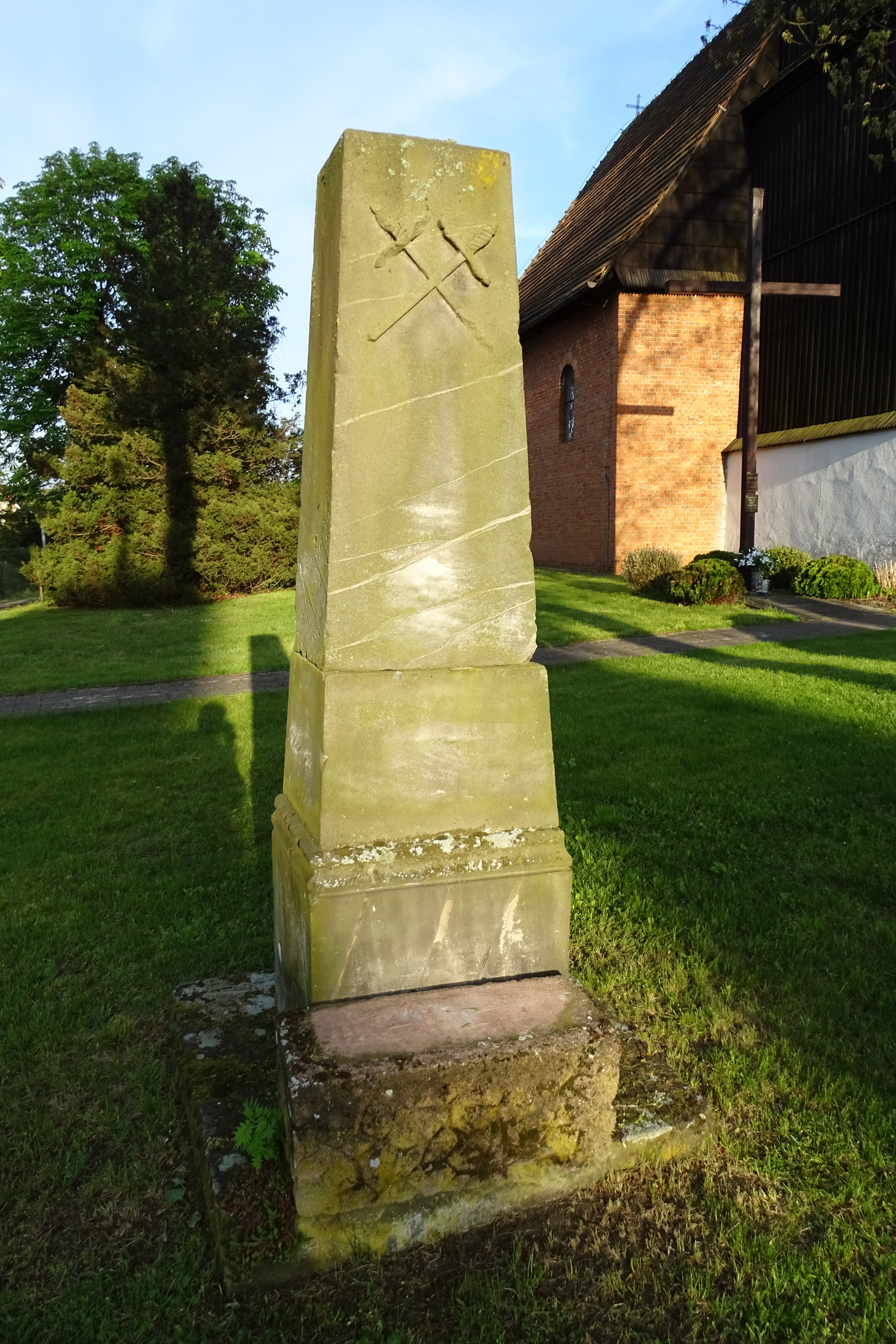
Gefallenendenkmal der Kriege 1864, 1866 und 1870/71

Der Ort wurde 1266 erstmals erwähnt.
Mitte des 16. Jahrhunderts entstand im Ort ein Schloss im Stil der Renaissance im Auftrag der Familie von Posadowski. Nach dem Ersten Schlesischen Krieg 1742 fiel Postelwitz zusammen mit dem größten Teil Schlesiens an Preußen.
Nach der Neugliederung Preußens gehörte die Landgemeinde Postelwitz ab 1815 zur Provinz Schlesien und war ab 1816 dem Landkreis Oels eingegliedert. 1874 wurde der Amtsbezirk Zantoch gegründet, welcher die Landgemeinden Postelwitz und Zantoch und die Gutsbezirke Postelwitz und Zantoch umfasste. 1885 zählte der Ort 267 Einwohner.
1933 zählte der Ort 432, 1939 wiederum 541 Einwohner. Bis 1945 befand sich der Ort im Landkreis Oels.
Als Folge des Zweiten Weltkriegs fiel Postelwitz wie fast ganz Schlesien 1945 an Polen, wurde in Posadowice umbenannt und der Woiwodschaft Breslau angegliedert. Die deutsche Bevölkerung wurde, soweit sie nicht vorher geflohen war, weitgehend vertrieben. Die neu angesiedelten Bewohner waren zum Teil Heimatvertriebene aus Ostpolen. 1999 kam der Ort zum Powiat Oleśnicki in der Woiwodschaft Niederschlesien.

## Sehenswürdigkeiten
- Die römisch-katholische Fronleichnamskirche (poln. Kościół Bożego Ciała) wurde Ende des 16. Jahrhunderts, vermutlich um 1585, errichtet. Das Langhaus besteht aus Backstein, der westliche Glockenturm im unteren Teil aus Fachwerk und oben holzverschalt. Die Innenausstattung stammt aus dem 18. Jahrhundert.
- Das Schloss Postelwitz (poln. Pałac Posadowice) entstand in der zweiten Hälfte des 16. Jahrhunderts im Stil der Renaissance im Auftrag der Familie von Posadowski. 1702 sowie Anfang des 20. Jahrhunderts wurde der Bau erweitert. Anfang der 1970er Jahre wurde das Schloss zu einem Wohnhaus mit einzelnen Wohnungen umgebaut. Der zweigeschossige Bau besitzt Bauornamente aus der Zeit der Renaissance und des Barocks. Der Schlossbau besitzt eine elfachsige Hauptfassade mit einem Mansardendach.
- Reste eine Sühnekreuzes
- In Teilen erhaltenes Denkmal der Kriege von 1864, 1866 und 1870/1871

## Vereine
- Freiwillige Feuerwehr OSP Posadowice